# منير طلال
منير طلال أديب وكاتب و روائي يمني، عضو اتحاد الأدباء اليمنيين. شغل العديد من المراكز أهمها رئيس تحرير ومؤسس مجلة نادر للأطفال ورئيس تحرير سلسلة أدب النشء الصادرة عن الهيئة العامة للكتاب وأيضا شغل نائب رئيس تحرير صحيفة الرقيب.

## أهم الأعمال
- القرية المسورة مجموعة قصصية إصدارات دار عبادي.
- طريق البخور - رواية تاريخه عن الحملة الرومانية علي اليمن إصدارات صنعاء عاصمة للثقافة.
- الراعي الشجاع - قصة للأطفال إصدارات صنعاء عاصمة للثقافة.
- ثمن الحرية - قصة للأطفال إصدارات سلسلة أدب النشء.
- ديناصور صنعاء - قصة للأطفال إصدارات سلسلة أدب النشء.
- الملياردير - قصة للأطفال إصدارات سلسلة أدب النشء.
- طوفان الغضب - رواية تاريخه عن انتفاضة المكلا ضد الحكم الانجلو سلطاني
- الزهراء السقطرية - رواية